# Encadernação

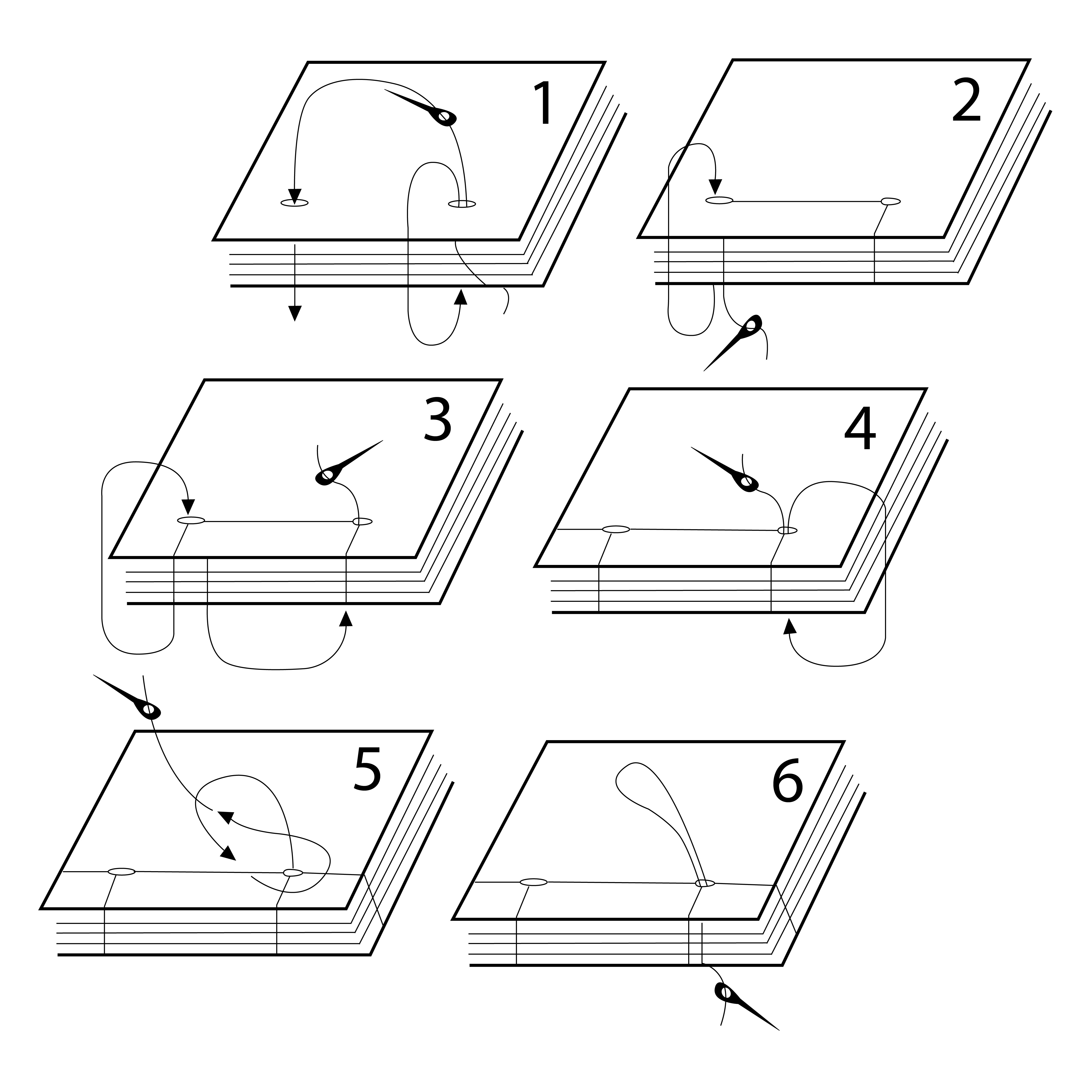
Instruções de encadernação japonesa

Encadernar, no sentido estrito, é unir, ordenadamente, por meio de costura sólida, os cadernos de uma obra, para formar um volume compacto, cobrindo-o com uma capa para proteção e embelezamento ou simplesmente juntar as folhas de forma a que seja mais fácil manuseá-las. Genericamente, o termo "encadernação" pode designar qualquer junção de folhas (ou cadernos) por qualquer processo. À arte da encadernação de livros dá-se o nome bibliopegia.
Há uma variedade de processos, largamente utilizados comercial e industrialmente, tais como brochura, canoa, wire-o, espiral e outros. 
A finalidade mais conhecida da encadernação é a confecção de livros, apostilas e afins. Mas também é comum que empresas encadernem folhas avulsas de notas fiscais e outros documentos, a fim de preservá-los organizados por um longo tempo. Também se usa a encadernação para reunir anotações ou textos avulsos, sobre determinado assunto, para que não se percam ou para facilitar o manuseio e a consulta.
Tecnicamente,  chama-se blocagem o processo de juntar folhas soltas, seja por serrotagem (isto é, mediante a execução de um sulco transversal, com serrote apropriado, no dorso do livro, para receber as cordas da costura), por perfuração ou por simples colagem. 

## Etimologia
A palavra 'encadernação' deriva de 'caderno', do latim quaternus, que significa 'de quatro em quatro'. Em português, a palavra evoluiu para a forma 'quaderno', que quer dizer 'quádruplo' ou 'constante de quatro elementos', pois tomavam-se, tradicionalmente, as quatro partes em que se dobrava um fólio para constituir um caderno. Cada caderno é costurado a outros iguais, para compor o miolo ou corpo do livro.
O substantivo «bibliopegia», por seu turno, provém da aglutinação dos étimos gregos clássicos βιβλίον (biblíon), «livro; tira de papiro», e πήγνυμι (pēgnumi), «cingir, colar, juntar».

## Tipos de encadernação

### Brochura
Brochura é a encadernação na qual os cadernos (que constituem o miolo do livro ou revista) são costurados na lombada em forma de acabamento, e colados a uma capa mole, normalmente de papel grosso, ou apenas colados e fresados (sem costura).

### Canoa

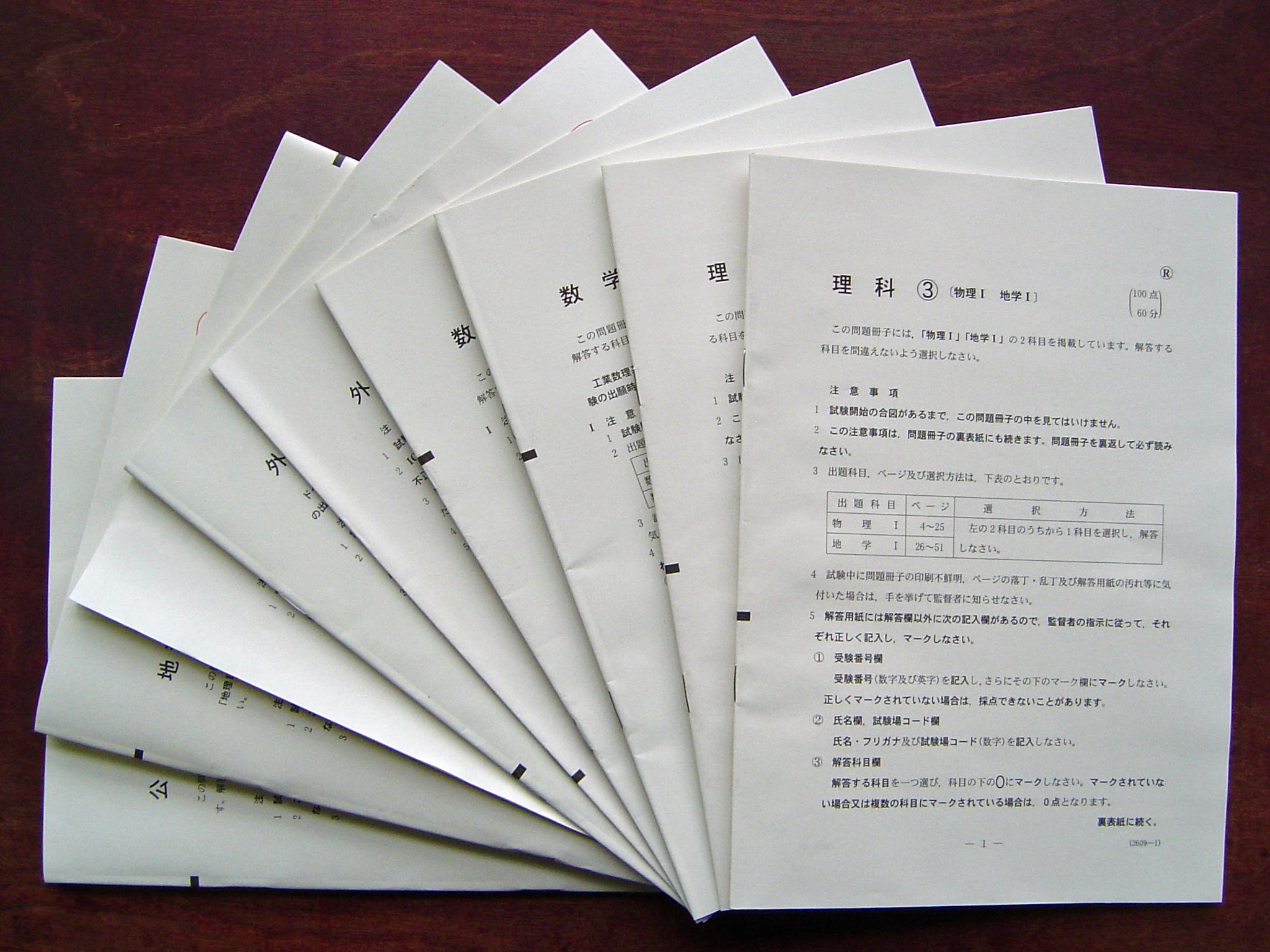
Encadernação canoa

A encadernação do tipo canoa ou dobra é aquela usada em revistas  e panfletos, na qual os cadernos são grampeados.

### Espiral

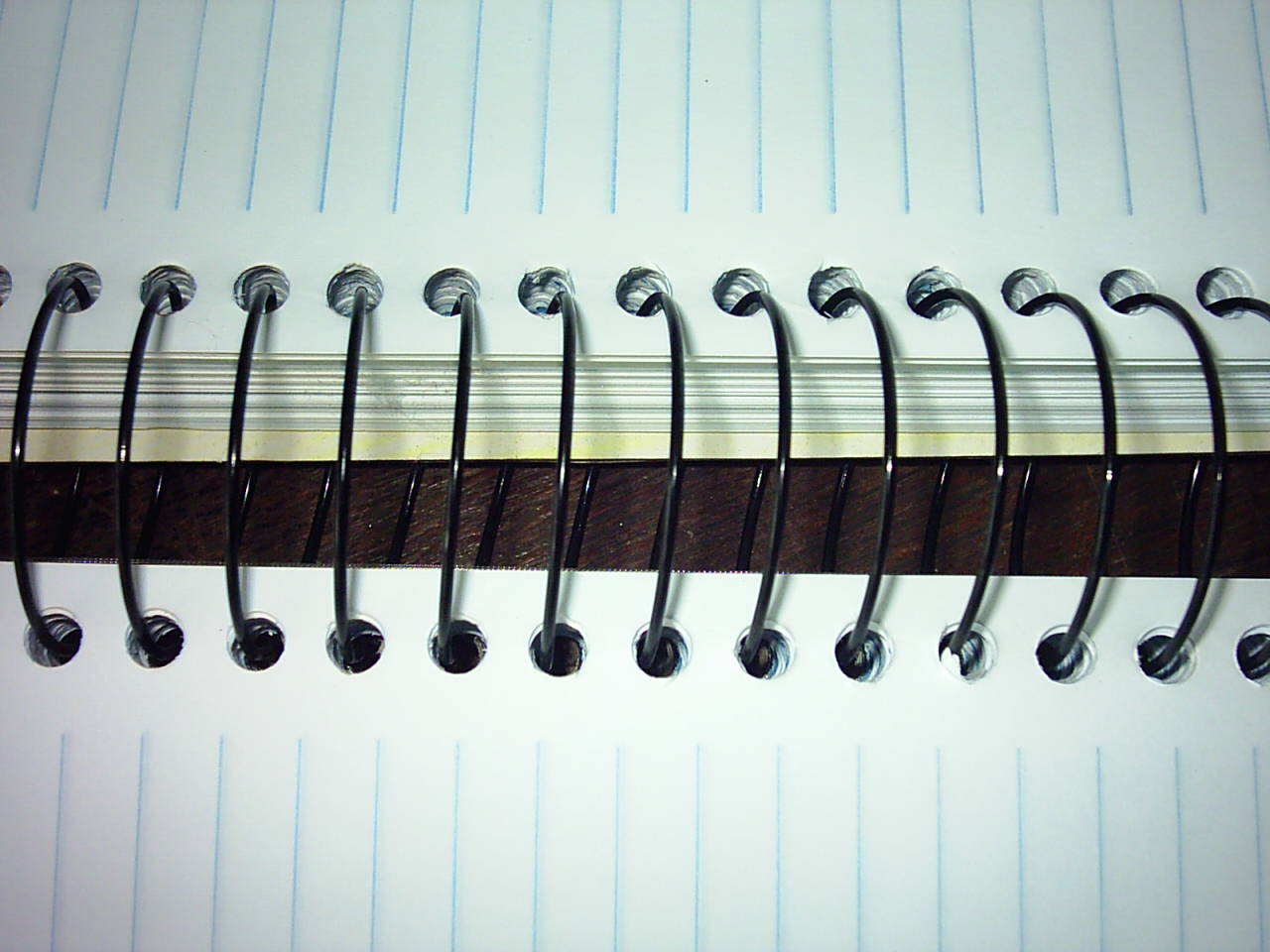
Encadernação espiral

O método de encadernação com arame em espiral é muito utilizado para encadernação com qualquer quantidade de páginas, em cadernos escolares, apostilas,  monografias, etc. Neste modo de encadernação, as folhas são furadas mecanicamente. Os furos são circulares. Normalmente  a capa é de cartolina ou plástico.

### Wire-o

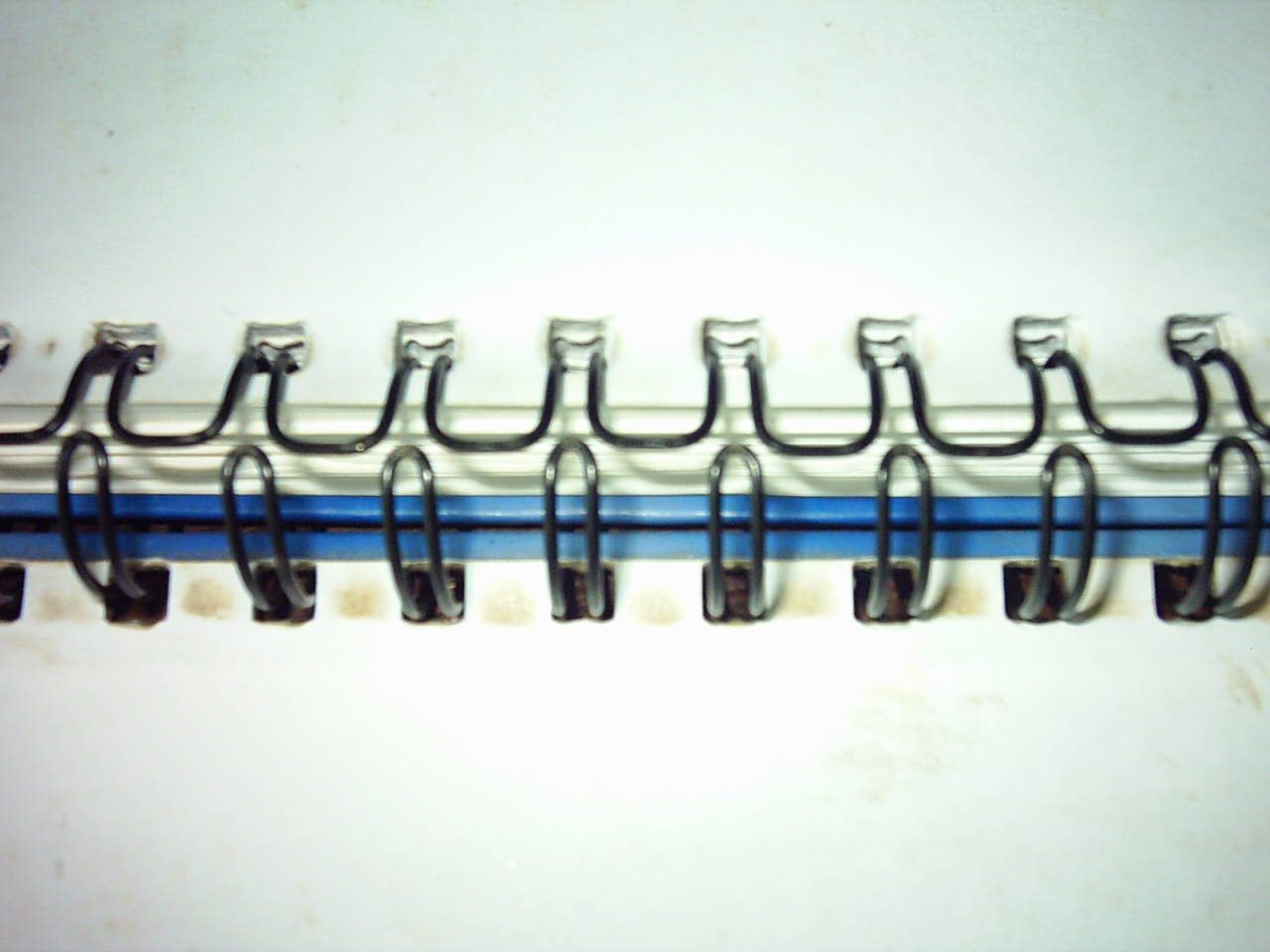
Encadernação wire-o

O sistema de encadernação wire-o é uma evolução do processo de encadernação em espiral. Utiliza garras metálicas em duplo anel. As folhas de papel onde serão inseridas devem ter furos quadrados ou retangulares É muito usado na confecção de agendas, calendários e cadernos escolares pois permite a utilização de várias gramaturas de papéis, vários tipos de plásticos e outros materiais. A encadernação wire-o é uma ótima opção para artistas e designers, na produção de catálogos e portfólios. Este método de encadernação também é muito utilizado em calendários de mesa.

### Termoencadernação
Termoencadernação refere-se aos processos de encadernação que utilizam algum tipo de cola ativada termicamente, sem necessidade de perfurar os materiais a encadernar. Na sua variante mais simples, são utilizadas capas com uma tira de um material colante que é ativada através de equipamento próprio, que aquece a cola, selando assim os conteúdos a encadernar.

### Encadernação industrial
Os métodos industriais são aqueles utilizados pela indústria gráfica, para produzir grandes quantidades de exemplares. No entanto, as gráficas rápidas vêm gradativamente incorporando tecnologias que permitem produzir pequenas tiragens  a um custo acessível, o que antes era impossível. Existe, também, nos orçamentos das gráficas, um briefing contendo informações que auxiliam a decisão do cliente na escolha do formato, número de cores, tipo de papel, quantidade e acabamento de cada peça. Este último, traduz o tipo de processo de encadernação : dobras, grampos, lombadas, faca de corte especial, verniz, relevo, bolso, etc.

### Encadernação artesanal

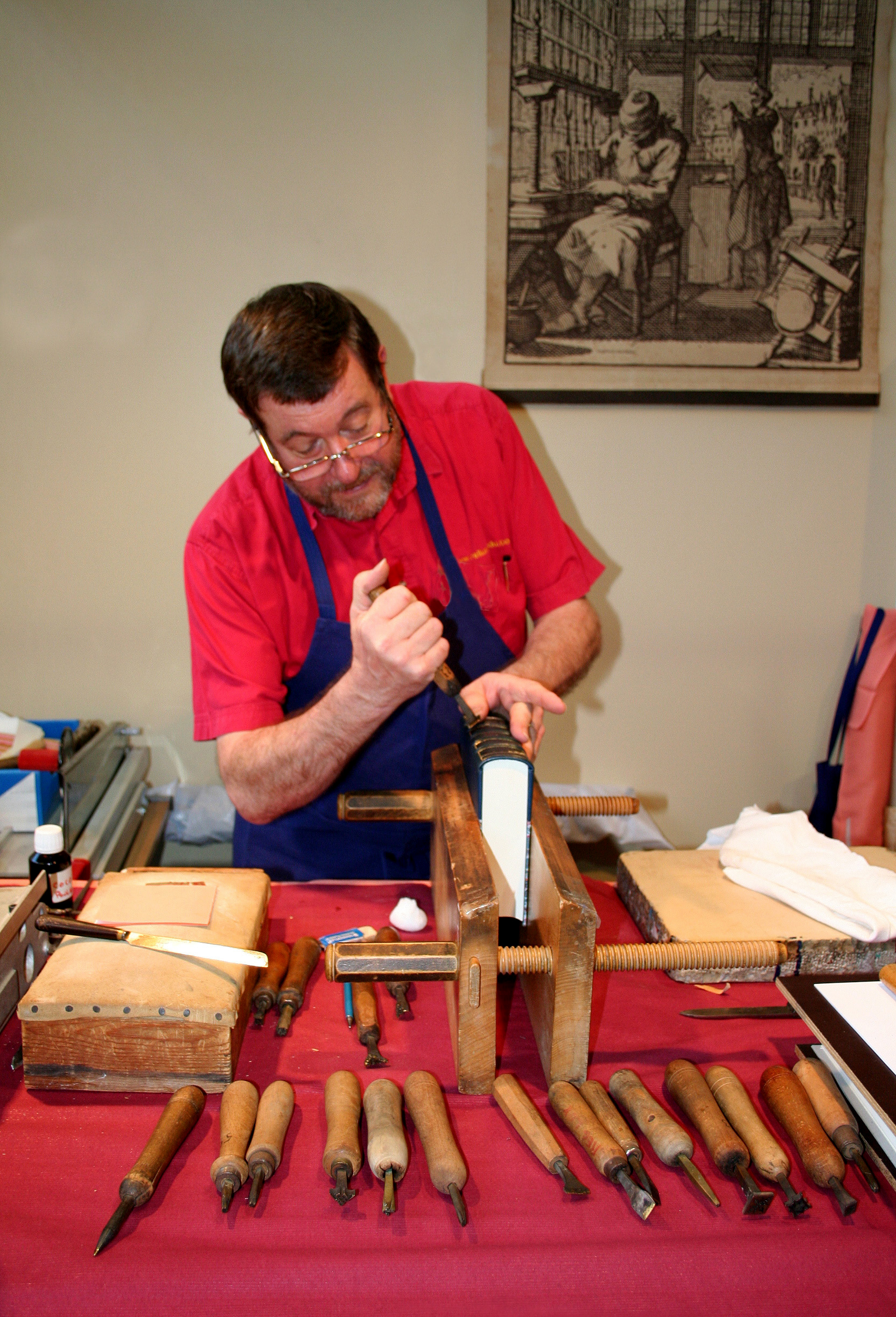
Encadernação artesanal

A encadernação artesanal  é feita manualmente, sem o uso de máquinas de encadernar. Existem muitos estilos de  encadernação manual. Apesar de ser um processo simples, o trabalho de encadernação exige capacitação e habilidade do indivíduo. 

## Alguns encadernadores famosos
- Rose Adler [fr]
- Augustin Duseuil [fr]
- Pierre Legrain [fr]
- Antoine Michel Padeloup
- Jean-Georges Purgold [fr]
- Étienne Roffet [fr]